# 萨乌什塔塔
萨乌什塔塔（约公元前15世纪前后在位）（英語：Shaushtatar）胡里特人的米坦尼国王。帕尔萨塔塔之子，在位时期曾入侵亚述。将米坦尼的势力扩展至叙利亚北部以及幼发拉底河附近地区。进而威胁由埃及人所控制的南部叙利亚地区。萨乌什塔塔死后，其子阿尔塔塔玛放弃了父亲的扩张政策，转向与埃及法老阿蒙霍特普二世结盟。